# Întoarcerea din stele
Întoarcerea din stele (în poloneză Powrót z gwiazd) este un roman științifico-fantastic al autorului polonez Stanisław Lem.

## Rezumat
Romanul spune povestea unui astronaut, Hal Bregg, care se întoarce pe Pământ după o misiune pe Fomalhaut, în timpul căreia Pământul a trecut prin 127 de ani de timp propriu-zis. Din cauza dilatării temporale, misiunea a durat pentru el doar 10 ani. Pe Pământ se confruntă cu un șoc cultural, deoarece găsește societatea transformată într-o utopie, lipsită de războaie sau violență, sau chiar de accidente.
Pentru Hal, însă, această nouă lume este prea confortabilă, prea sigură. Pământul nu mai este acasă, ci "o altă planetă extraterestră". Oamenii înșiși s-au schimbat, după ce au fost supuși unei proceduri numite betrizarea, menită să neutralizeze toate impulsurile agresive. Efectul său secundar este o aversiune extremă față de risc. Hal nu are încredere în această abordare, considerând-o greșită. În special, pentru un astronaut, el nu poate fi de acord cu opinia conform căreia călătoriile spațiale și explorarea spațiului nu sunt altceva decât un aventurism juvenil și periculos. Pentru Hal, acest lucru înseamnă că "...au ucis omul din om". El și ceilalți astronauți care se întorc sunt priviți cu neîncredere, văzuți ca niște "neanderthalieni resuscitați". Ei sunt înstrăinați, proscriși și supuși presiunii sociale pentru a urma un tratament comportamental care înlocuiește betrizarea. Cealaltă alegere este să părăsească din nou Pământul și să spere că la întoarcere, peste câteva secole, societatea terestră le va fi din nou mai familiară.
În timp, Hal se căsătorește cu o localnică, Eri, și ajunge să vadă lumea în felul ei, dezaprobând chiar și dragostea din tinerețe, expedițiile spațiale. Când află că membri ai fostului său echipaj plănuiesc o misiune în Sagittarius, pare să nu-i pese, mulțumit să lase stelele în seama altora. Hal încă își amintește trecutul, își amintește de luna Kereneia, un canion magnific "făcut din aur roșu și roz, aproape complet transparent... prin el poți vedea toate straturile, faldurile geologice, anticlinalele și sinclinalele... toate acestea sunt fără greutate, plutesc și parcă îți zâmbesc". Cu toate acestea, el a schimbat șansa de a experimenta astfel de priveliști și aventuri cu dragostea și cu o viață liniștită și pașnică.

## Traducere în limba română
- 1997 - Întoarcere din stele, Ed. Univers, București, 364 p. - traducere de Mihai Dan Pavelescu, Cristian Tudor Popescu și Constantin Geambașu